# Titmaringhausen
Titmaringhausen ist ein Ortsteil der Stadt Medebach im Hochsauerlandkreis mit 174 Einwohnern (Stand Februar 2021).

## Lage des Ortes
Titmaringhausen liegt etwa 10 Kilometer nördlich der Kernstadt Medebach am Fuß des „Kahle Pön“ (774 Meter) in einer Lage von etwa 500–650 Metern über NN in einem engen Talkessel, der von drei Seiten von hohen Bergen umgeben ist.

## Geschichte
Erstmals erwähnt wird der Ort in einer Urkunde von 1280. Über den Ort herrschten lange Zeit die Edelherren von Büren. Noch 1654 ist vom bürenschen „Zwinghof“ zu Titmaringhausen die Rede. Um 1450 war der Ort zeitweise eine Wüstung, wurde aber in den nächsten Jahrzehnten wieder besiedelt. Anfang des 16. Jahrhunderts bestand Titmaringhausen aus 10 steuerpflichtigen Höfen.
1548 wurde „Titmarckhusen“ als Ort bezeichnet, der in der Freigrafschaft Düdinghausen lag und zum Amt Medebach gehörte.
1623 wurde eine kleine Kapelle erbaut. Die Toten wurden noch bis 1926 in der benachbarten Pfarrei zu Deifeld begraben, wozu Titmaringhausen als Filiale gehörte.
1802 fiel der Ort mit dem Herzogtum Westfalen an die Landgrafschaft Hessen-Darmstadt. Ab 1816 gehörte Titmaringhausen zu Preußen. Zuerst gehörte es zum Kreis Medebach, danach als Teil des Amtes Medebach zum Kreis Brilon.
Nach dem Urkataster von 1831 hatte das Dorf 28 Häuser mit etwa 270 Einwohnern. Seit 1830 gab es ein erstes Schulgebäude in Titmaringhausen, welches aber bereits 1856 wegen anhaltender Reparaturen wieder abgerissen und durch ein neues Fachwerkgebäude ersetzt wurde. 1904 wurde nochmals eine neue Schule erbaut, die bis 1969 als Schule genutzt wurde.
Als am 20. März 1945 ein Munitionszug in Willingen nach einem Tieffliegerangriff explodierte, flogen Granaten und Splitter bis nach Titmaringhausen, ohne zu Schäden zu führen. Gegen Ende des Zweiten Weltkrieges erreichten die ersten amerikanischen Soldaten mit ihren Panzern am 29. März 1945 den Ort. Als sie aber feststellten, dass sie aus dem engen Talkessel, in dem das Dorf liegt, das Gebirge in Richtung Brilon nicht überwinden konnten, kehrten sie zurück in Richtung Düdinghausen. Soldaten der Waffen-SS versuchten am 30. März ohne Erfolg, im Dorf den Volkssturm zu organisieren. Am 2. April besetzten amerikanische Infanterie das Dorf. Die US-Soldaten hoben Stellungen aus und brachten Panzer in Stellung, da ein Durchbruch deutscher Verbände aus westlicher Richtung befürchtet wurde. Bereits am 5. April zogen die US-Truppen weiter. Während dieses Krieges starben 14 Einwohner als Soldaten der Wehrmacht.
Bis 1969 gehörte der Ort zum Amt Medebach und hatte bei einer Fläche von 7,69 km² 229 Einwohner (1961). Davon waren 214 katholisch und 15 evangelisch. Von den Erwerbspersonen waren 66,4 % in Land- und Forstwirtschaft, 22,7 % im produzierenden Gewerbe und der Rest in sonstigen Berufssparten beschäftigt.
Am 1. Juli 1969 wurde die Gemeinde Titmaringhausen im Rahmen der kommunalen Neugliederung in die Stadt Medebach eingegliedert.

## Politik
Ortsvorsteher ist Franz Imöhl.

## Sehenswürdigkeiten
Der Fresenhof ist ein altes Bauernhaus aus dem Jahr 1708 mit einem Speicher aus dem Jahr 1658. Die St. Antonius-Kirche wurde 1623 als Kapelle erbaut.